# Julie Guicciardi

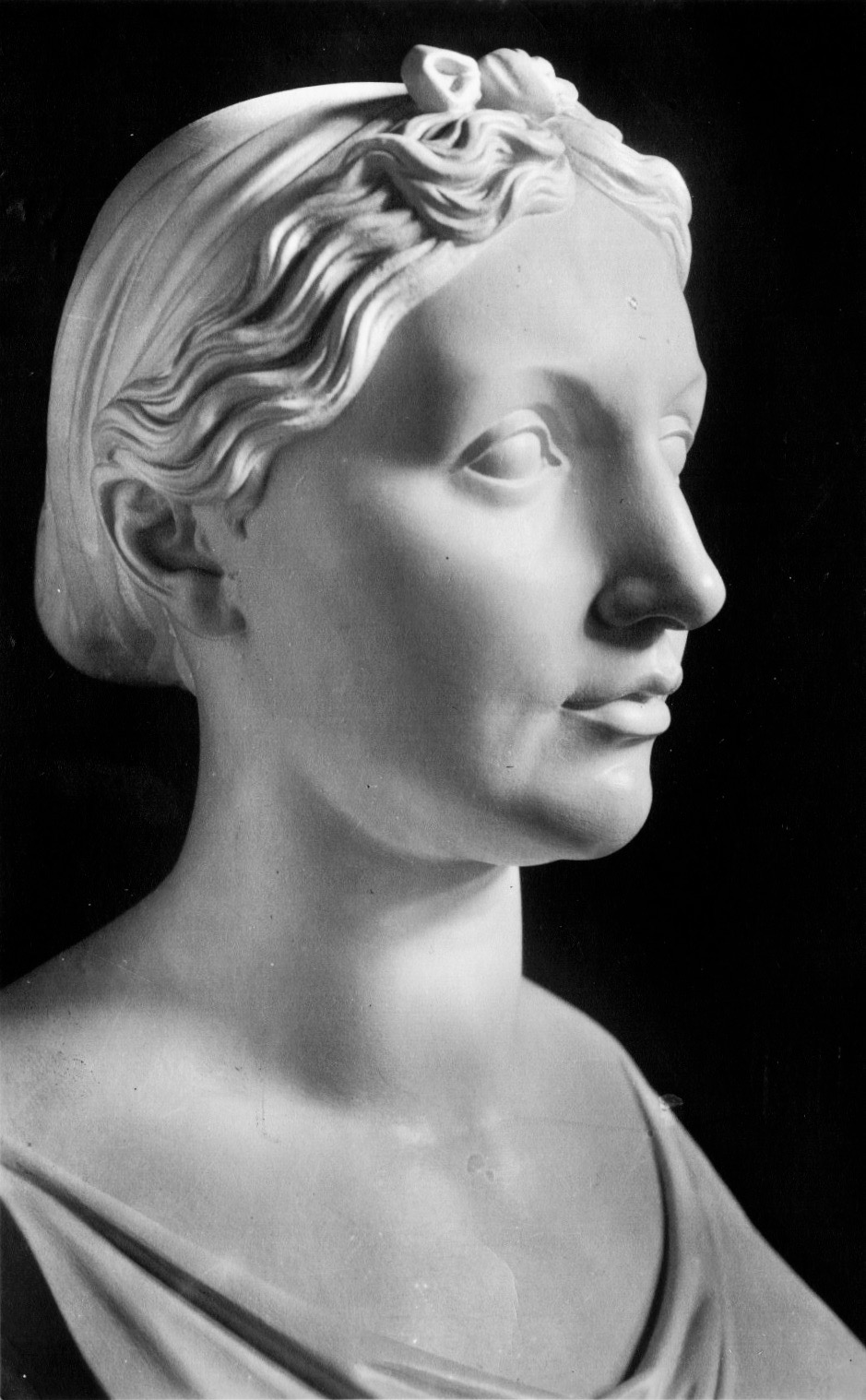
Julie Guicciardi, Büste von Konrad Heinrich Schweickle (Gipsabguss)

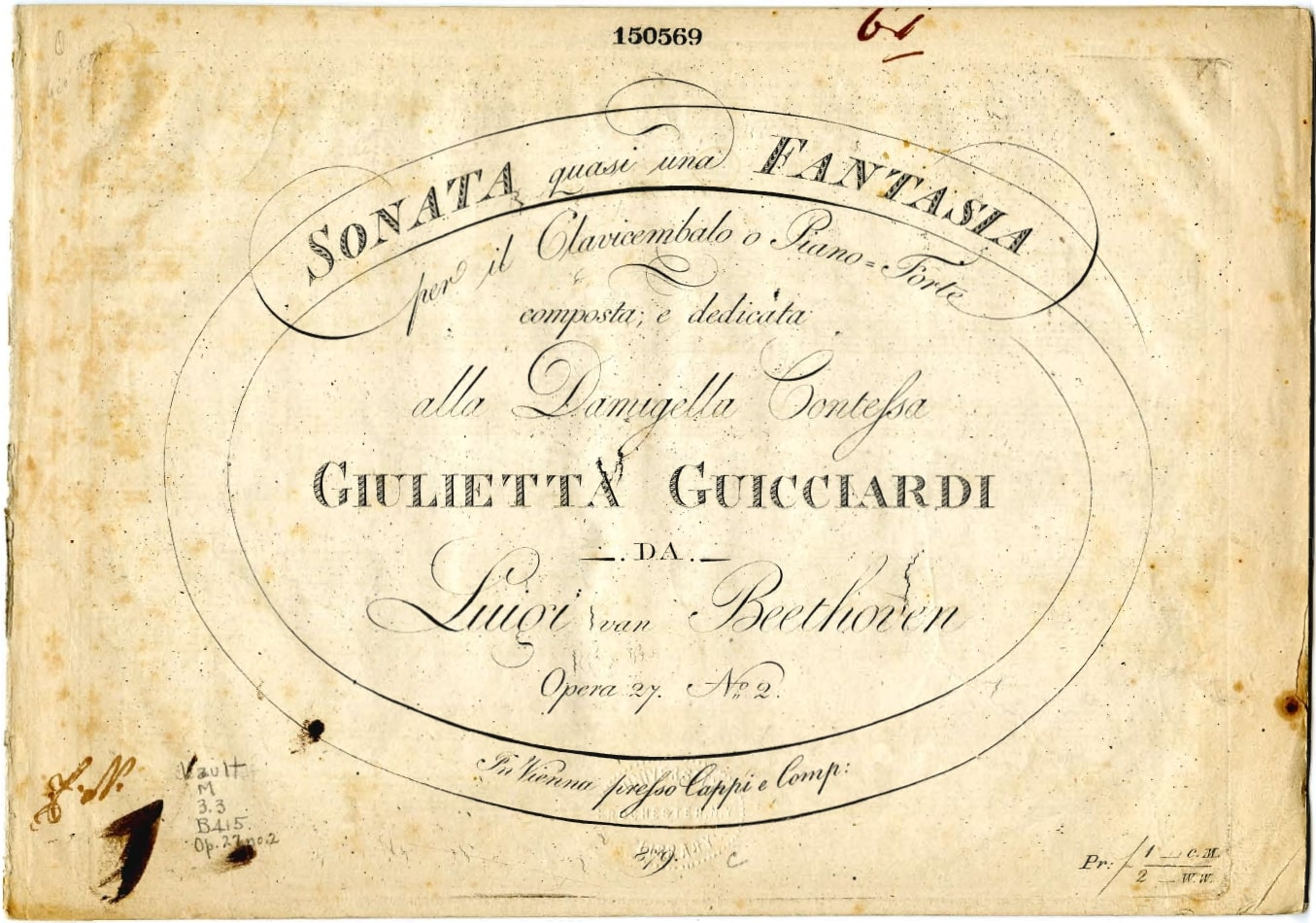
Widmung der Mondscheinsonate an Damigella Contessa Giulietta Guicciardi, 1802

Julie (Giulietta) Gräfin Guicciardi, verheiratete Gräfin von Gallenberg (* 23. November 1782 in Przemyśl, Galizien; † 22. März 1856 in Wien) war eine österreichische Adlige italienischer Herkunft und 1801/02 Klavierschülerin Ludwig van Beethovens, der ihr die Mondscheinsonate (Sonata quasi una Fantasia per il Clavicembalo o Piano-Forte, Opera 27, N° 2) widmete.

## Herkunft aus Reggio Emilia
Julies Vater Francesco Giuseppe Guicciardi, Graf von Cervarolo (* 25. Oktober 1752 in Osijek, Slawonien; † 10. Oktober 1830 in Reggio Emilia, Herzogtum Modena) diente ab 1771 als k. k. Beamter. Vor der Heirat war er in Lemberg (Lwiw) stationiert, der Hauptstadt des Königreichs Galizien und Lodomerien.
Julies Mutter Maria Susanna geborene Gräfin Brunsvik von Korompa (* 20. Oktober 1757 auf Schloss Dolná Krupá, Slowakei; † 19. Oktober 1813 in Wien) brachte eine große Mitgift in die Ehe.
Die Eltern heirateten am 9. März 1782 im Wiener Stephansdom. Als Joseph II. im selben Jahr die Verwaltungsgliederung Galiziens reorganisierte, versetzte er Francesco Giuseppe nach Przemyśl, wo Julie geboren wurde. Doch schon im folgenden Jahr wurde der Vater vom Kaiser wegen Bestechlichkeit und Unterschlagung öffentlicher Gelder entlassen.

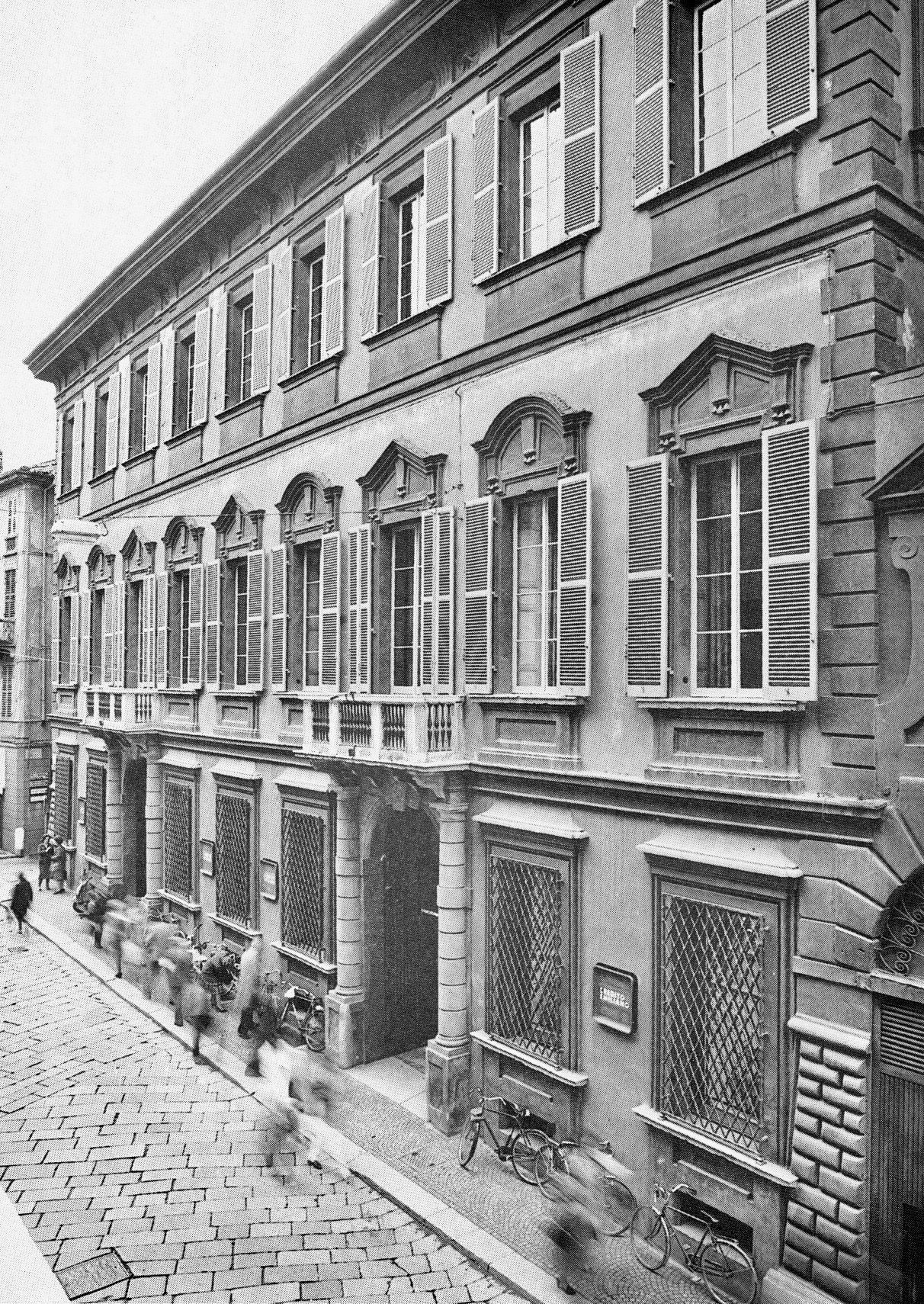
Ehemaliger Palazzo Guicciardi, Reggio Emilia

Die Familie zog darauf nach Reggio. Dort verbrachte Julie nun wohl die meiste Zeit, zumindest bis ihr Großvater Feldmarschallleutnant Filippo Antonio Guicciardi 1788 starb. Der Vater wurde Kämmerer der in Reggio lebenden Herzogin von Modena Maria Teresa Cybo-Malaspina, die Mutter Staatsdame. Maria Susanna konnte auf die Unterstützung bzw. Gastfreundschaft ihrer Geschwister zählen.
Unter Franz II. wurde der Vater trotz seiner früheren Verfehlungen 1792 k. k. Kämmerer und Rat bei der Landeshauptmannschaft der Krain. 1792–1796 lebte Julie deshalb in Laibach (Ljubljana), der Hauptstadt dieses Herzogtums. Dort könnte sie ihren künftigen Gatten Wenzel Robert Graf von Gallenberg kennengelernt haben, mit dessen Vater Sigmund der ihrige von Lemberg her befreundet war. Die Sommer verbrachte Julie meist mit der Mutter und ihrem Bruder bei ihrem Onkel Joseph Brunsvik auf Schloss Dolná Krupá.
1796–1800 war der Vater Gubernialrat in Triest. Die Mutter widmete sich in Wien der Erziehung der Tochter. Erst 1799 zogen die beiden zum Vater. Im Jahr darauf wurde dieser Wirklicher Hofrat in Wien, 1803 die Mutter Sternkreuzdame. Aus Wien berichtete Julies Cousine Josephine Brunsvik Anfang 1801 ihren Schwestern Therese und Charlotte:

„Julie Guicciardi macht hier geradezu Aufsehen. Man nennt sie nur die schöne Guicciardi, und ihr wißt, daß sie sich geltend zu machen versteht. Sie ist mit den Gallenbergs intim.“

Beethoven-Biograf Ludwig Nohl schrieb nach Mitteilungen des Schriftstellers Ludwig Mielichhofer: „Sie war von schöner Figur, hatte braune Locken und schöne dunkelblaue Augen.“ Falls dies zutrifft, ist nicht sie die braunäugige Frau auf einer Elfenbeinminiatur aus Beethovens Nachlass, die meist als Julie bezeichnet wird.

## Zwischen Beethoven und Gallenberg

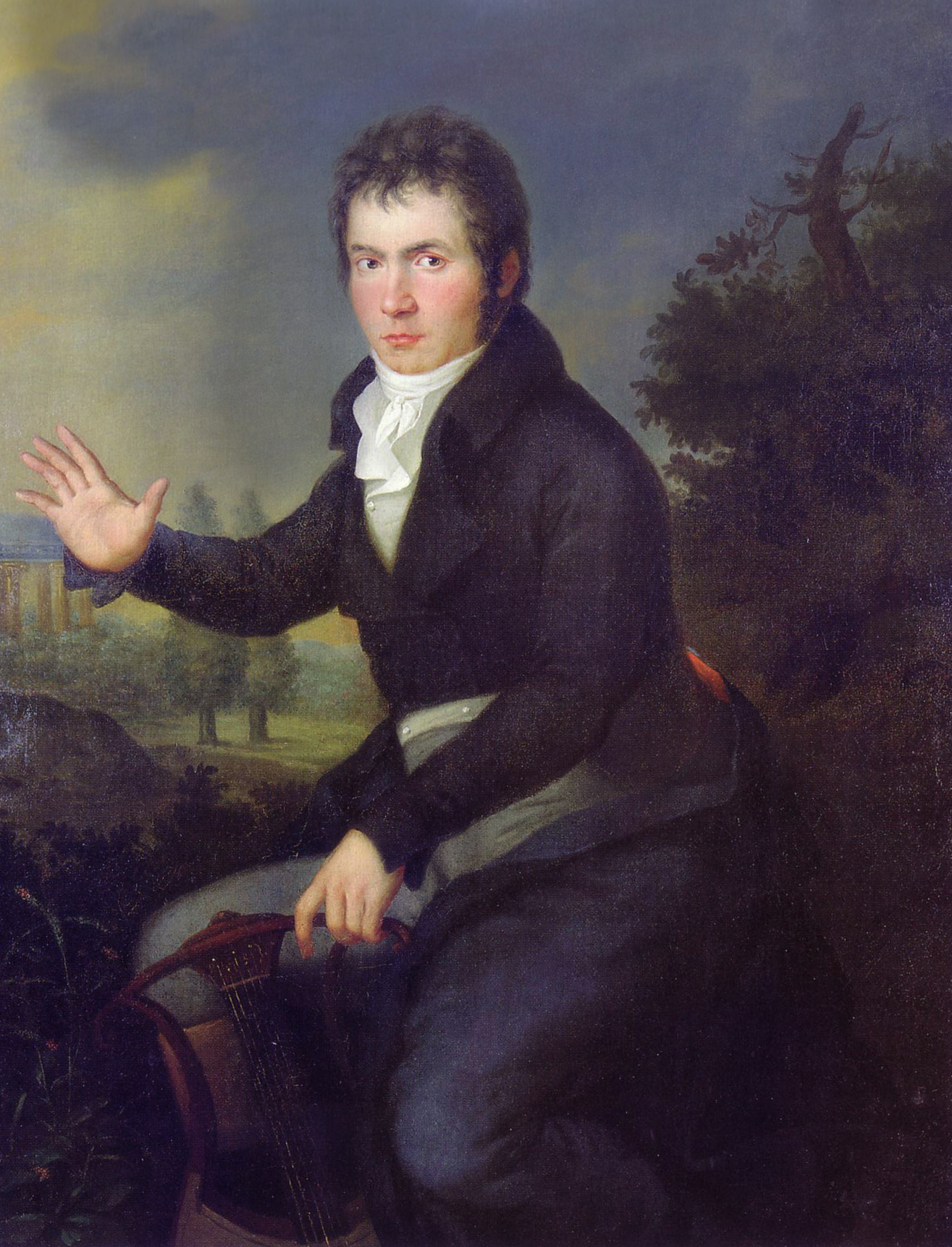
Beethoven, Gemälde von Willibrord Joseph Mähler, 1804

Julies Cousinen Therese und Josephine Brunsvik waren Klavierschülerinnen Beethovens. Bei diesem scheint auch Julie von Ende 1801 an Stunden genommen zu haben „and was obviously flirting with him, enough to make him believe that she was in love with him“. Beethoven schrieb am 16. November 1801 seinem Jugendfreund Franz Gerhard Wegeler:

„Etwas angenehmer lebe ich jezt wieder, indem ich mich mehr unter Menschen gemacht, [...] diese Veränderung hat ein liebes, zauberisches Mädchen hervorgebracht, die mich liebt, und die ich liebe, es sind seit 2 Jahren wieder einige seelige Augenblicke, und es ist das erstemal, daß ich fühle, daß – heirathen glücklich machen könnte, leider ist sie nicht von meinem stande – und jetzt – könnte ich nun freilich nicht heirathen – ich muß mich nun noch wacker herumtummeln.“

In der Literatur gibt es wenig Zweifel daran, dass Julie die erwähnte Person war. Allerdings überliefert der erwähnte Wegeler, dass Beethoven sehr häufig verliebt gewesen sei, „aber meistens nur auf kurze Dauer“. Auch verhinderte seine Verliebtheit nicht, dass er Julie nach ihrem eigenen Zeugnis „unendlich streng“ unterrichtete. „Er war leicht heftig, warf die Noten hin, zerriß sie.“ Bezahlung habe er keine angenommen, aber Wäsche unter dem Vorwand, dass sie diese genäht habe.
1802 widmete Beethoven der 19-Jährigen die Sonata quasi una Fantasia per il Clavicembalo o Piano-Forte, Opera 27, N° 2 – die gebräuchliche Bezeichnung Mondscheinsonate ist nicht authentisch. Nach Julies Angaben hatte er ursprünglich das Rondo G-Dur, Op. 51, Nr. 2 für sie komponiert. Er habe es jedoch zurückverlangt, als er eine Dedikation für Henriette Lichnowsky benötigte. Der Ersatz dafür sei dann die Sonate gewesen. Über deren Popularität äußerte Beethoven despektierlich: „Immer spricht man von der Cis moll-Sonate, ich habe doch wahrhaftig Besseres geschrieben.“
Julies Liebe galt jedoch nicht Beethoven, sondern Gallenberg. Der Kompositionsschüler von Johann Georg Albrechtsberger trat erstmals 1801 mit gedruckten Werken an die Öffentlichkeit. 1802 widmete er Julie ein Notturno.

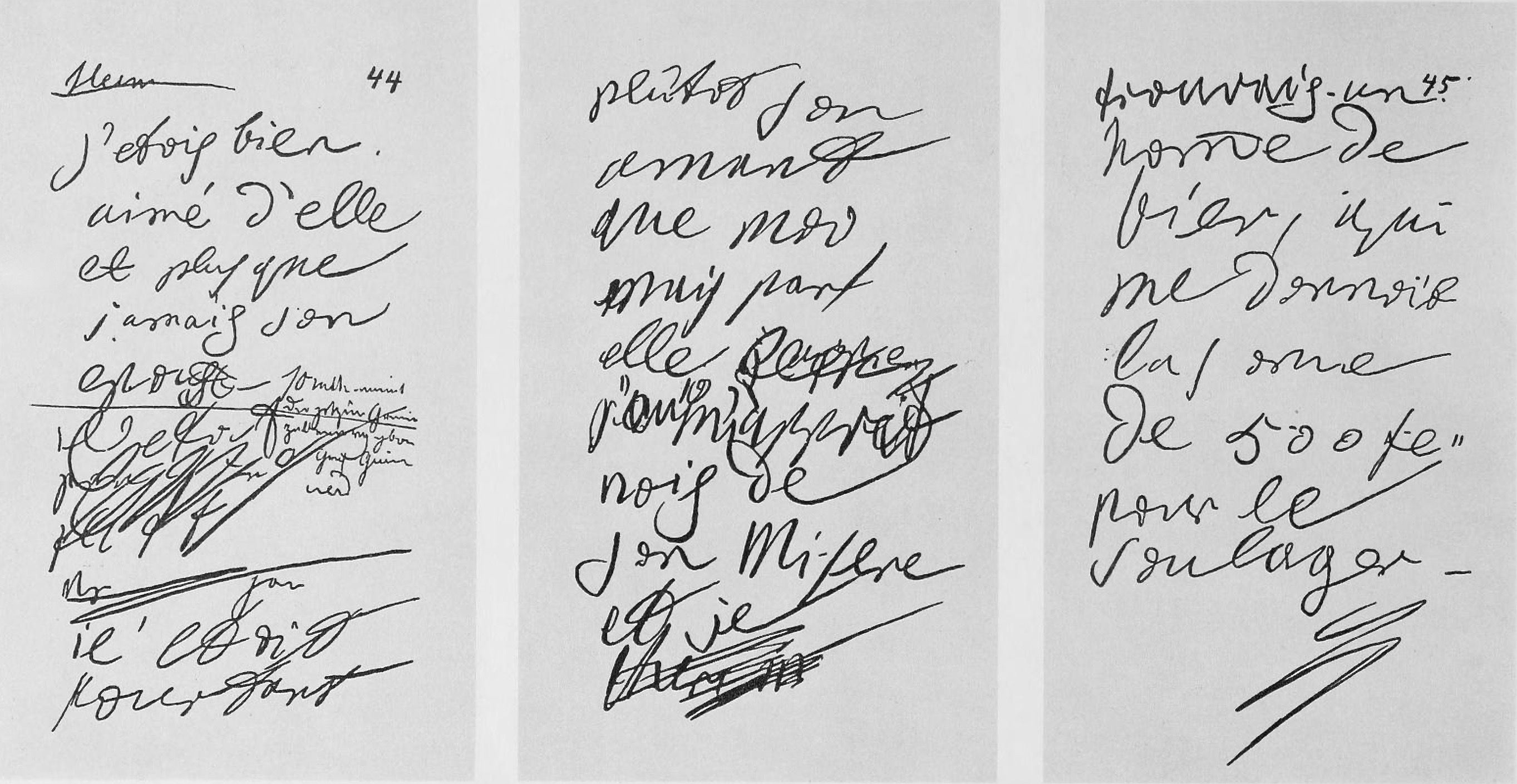
Ausschnitt aus einem Konversationsheft, in dem Beethoven 1823 behauptete, Julie habe ihn mehr als Gallenberg geliebt

In einem erhaltenen Konversationsheft behauptete Beethoven allerdings 1823 Anton Schindler gegenüber, von Julie mehr geliebt worden zu sein, als es ihr späterer Gatte je gewesen sei, doch sei ihm dieser als Liebhaber zuvorgekommen („j’etois bien aimé d’elle et plus que jamais [ne le fut] son époux [Streichungen] il étoit pourtant plûtot son amant que moi“). Als er durch Julie von Gallenbergs finanzieller Notlage erfahren habe, habe er sich von einem gutherzigen Mann 500 Gulden geben lassen, um ihn zu unterstützen.
1802 nahm Julie – auf Beethovens Empfehlung – Franz Xaver Kleinheinz zum neuen Klavierlehrer. Auch dieser widmete ihr eine Sonate. Jedoch blieben Beethovens Beziehungen zu ihr bzw. ihrer Familie intakt. So führte er 1803 den Violinisten George Bridgetower, für den er die Kreutzersonate komponierte, zum Essen dorthin. Wie Julie ihrer Cousine Therese Brunsvik schrieb, zankte sie Beethoven aus, weil er den Brunsvik-Schwestern eine ihnen gewidmete Komposition nicht zurückgegeben hatte. Gleichzeitig teilte sie ihrer Cousine Therese mit, Gallenberg sei auf dem Punkt, sein Glück in Neapel zu suchen. Noch im selben Monat kündigte Julies Vater seinem Schwager Joseph Brunsvik die Heirat der Tochter mit Gallenberg an:

„Die Partie ist nicht sehr brillant, weil der Bräutigam nur mit den Vorzügen der Geburt, sehr vielen Talenten, und einer gefälligen Figur betheilet ist. Ich sah mich aber bemüßiget in die Heirath zu willigen weil die Leidenschaft bei dem Mädchen stärker als alles Zureden der Vernunft war, und schon wirklich auf ihr Physicum, welches zu erhallten mich verpflichtet hallte, sehr nachtheilig wirkte.“

## Auswanderung nach Neapel

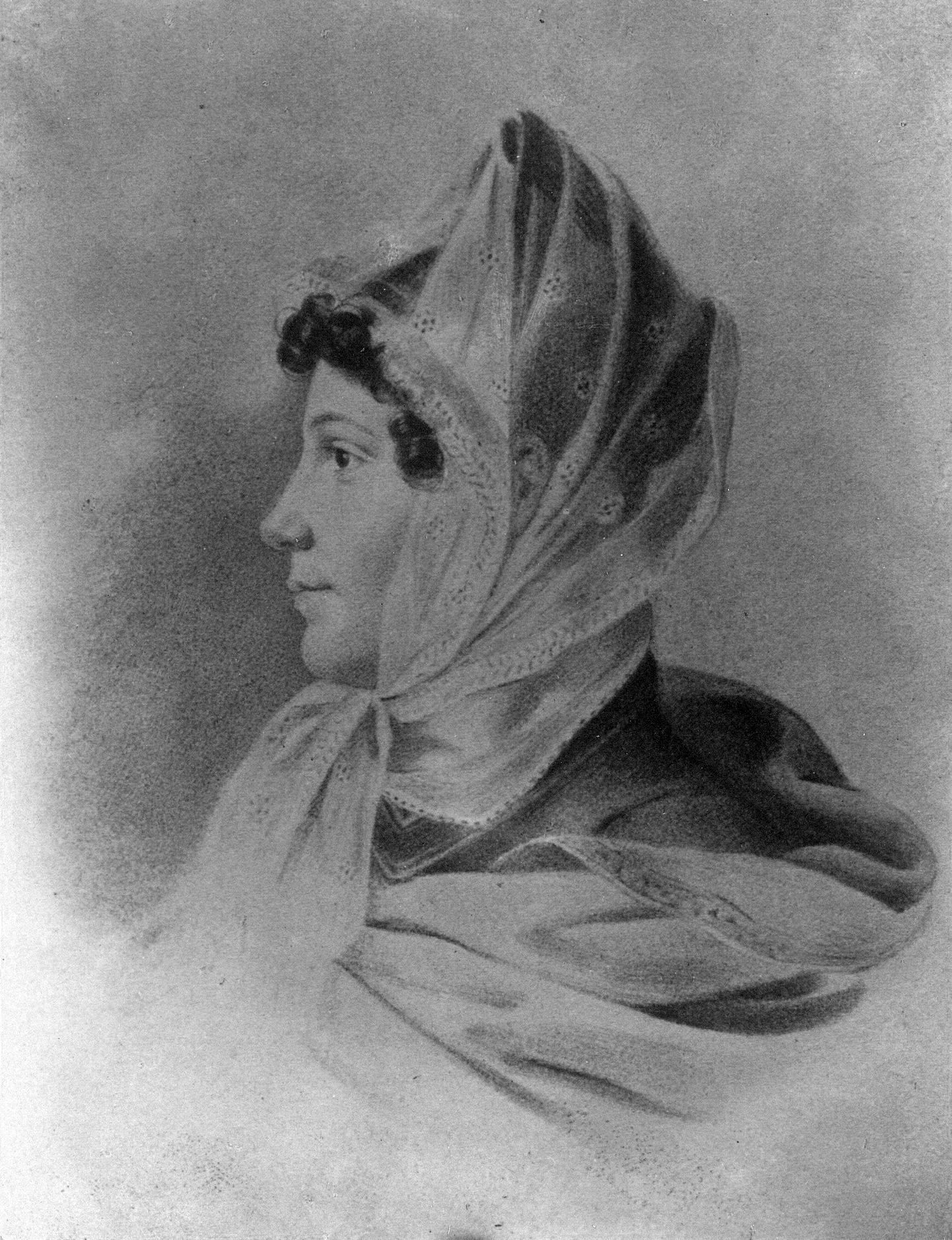
Julie Gallenberg geborene Guicciardi, anonyme Zeichnung, um 1815

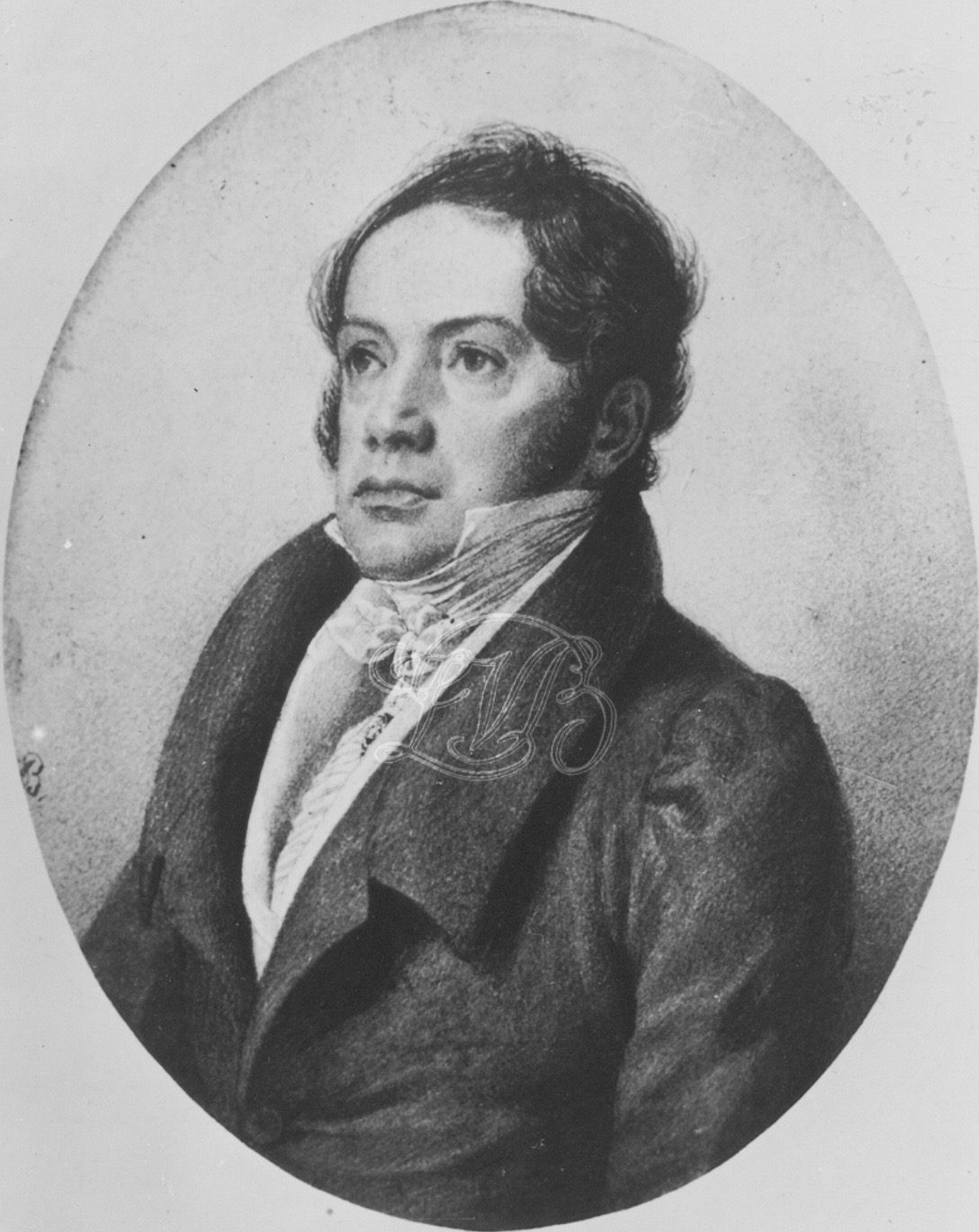
Wenzel Robert von Gallenberg, anonyme Zeichnung

Von ihrem Onkel Orazio Guicciardi, Domherr im Erzbistum Olmütz, wurde Julie am 14. November 1803 im Stephansdom mit Gallenberg getraut. Darauf übersiedelte dieser mit ihr nach Neapel, um laut dem zitierten Brief ihres Vaters „bei dem dortig Graf Friesischen Handlungshause die Handlung zu erlernen, und auf diesen Wege jene Vermöglichkeit thunlichst sich zu erwerben, welche das Glück ihm bisher versagt hat.“
Die Ehe scheint anfangs glücklich gewesen zu sein. Gallenberg beteiligte sich 1806 an der Komposition der Festmusik zur Krönung von Joseph Bonaparte (Joseph I.) zum König von Neapel und Sizilien. Julie wurde durch Vermittlung ihres Onkels Luigi Guicciardi, der mit Joachim Murat (Joachim I.) befreundet war, Hofdame Königin Caroline Bonapartes. 1809 hatte sie eine Affäre mit Hermann von Pückler-Muskau, der sie das schönste Weib in Neapel nannte. Gallenberg hatte damals Geldprobleme. Julie machte Besuche in Wien und Ungarn, so 1810 und 1811.
1812 schrieb Beethoven den berühmten Brief an seine „Unsterbliche Geliebte“, ohne darin deren Namen zu erwähnen. Als Schindler 1840 in seiner Beethoven-Biografie behauptete, er sei an die damals noch lebende Julie gerichtet gewesen, notierte deren Cousine Therese Brunsvik, dies stimme nicht. Heute gelten Thereses Schwester Josephine und Antonie Brentano als wahrscheinlichste Adressatinnen.
1813 wurde Julie Sternkreuzdame. Während des Wiener Kongresses war sie laut Polizeiberichten Geliebte des sächsischen Gesandten Friedrich Albrecht von der Schulenburg. Gemäß ihrer Tante Katharina Dezasse war sie noch schön, als sie 1816 mit den Kindern erneut in der Kaiserstadt weilte. Die Erziehung ihrer Söhne Franz und Joseph vertraute sie dort 1817 Georg Franz Hofmann an, der bis dahin in Neapel eine Pestalozzischule geleitet hatte. Im selben Jahr machte ihr Gatte in Wien Konkurs. 1820 erfuhr ihre Tante Anna Maria Brunsvik, dass Julie mit den Kindern nichts zum Leben habe und man sie an der Oper platzieren wolle. Gallenberg verdiene sein Brot in Italien mit Notenkopieren. Dies sei eine schreckliche Lektion, welche Folgen Heiraten aus unüberlegter Neigung haben könnten. 1821 begann Julie am Totenbett ihrer Cousine Josephine Brunswick eine Liebesbeziehung mit deren Sohn Friedrich von Deym, der 18 Jahre jünger war als sie.
1822 wurde Gallenberg Assistent von Domenico Barbaja, Pächter des Theaters am Kärntnertor in Wien. Im oben zitierten Konversationsheft von 1823 erwähnte Schindler, dass Julie ihre Schönheit behalten habe („elle a une belle figure jusqu’ici“). Beethoven berichtete, sie habe ihn bei der Ankunft in Wien weinend aufgesucht, er aber habe sie verachtet („arrivé[e] à Vienne elle cherchoit moi pleurant, mais je la méprisois“). Er fügte bei: „Und wenn ich hätte meine Lebenskraft mit dem Leben so hingeben wollen [gemeint: durch eine Bindung an sie], was wäre für das Edle, Bessere geblieben?“
Julie bezog 1825 eine Wohnung über jener von Friedrich von Gentz, zu dessen Bekanntenkreis sie seit langem gehörte. Gallenberg übernahm 1829 die Pacht des Theaters am Kärntnertor, verlor damit aber viel Geld. Von 1830 an wirkte er meist als Komponist von Balletten in Italien und Frankreich. Er starb 1839 in Rom. Julie soll vom Vater sowie von ihren Onkeln Luigi und Carlo Guicciardi genug geerbt haben, dass ihr Unterhalt gesichert war. Sie bestritt stets, eine Affäre mit Beethoven gehabt zu haben. 1852 beschrieb sie diesen Otto Jahn gegenüber als „sehr hässlich, aber edel, feinfühlend und gebildet.“ Sie blieb in Wien, wo sie 1856 im Alter von 73 Jahren starb.

## Nachkommen
Sechs von Julies Kindern überlebten die Mutter:
- Hugo (1805–1875), Pfarrer, Verfasser eines Werks über Leonardo da Vinci[42]
- Maria Julie Gräfin zu Stolberg-Stolberg (1808–1889)
- Friedrich (1809–1862)
- Joseph (1812–1858)
- Hector (1814–1864)
- Alexander (1816–1893)